# Francisco Vallejo Serrano
Francisco Vallejo Serrano (Alcaudete, 1957) es un político español. Vallejo fue uno de los hombres fuertes de Manuel Chaves, y poseedor de una carrera en la Administración andaluza de tres décadas.
Licenciado en Derecho por la Universidad de Deusto y en Ciencias Empresariales por ICADE. Al terminar los estudios regresó a la provincia de Jaén. Tras varios años de actividad profesional en una empresa de telecomunicaciones, en 1981 puso en marcha una asesoría jurídico-económica.

## Actividad política
Ha sido diputado al Parlamento de Andalucía por la provincia de Jaén por el Partido Socialista Obrero Español (PSOE) desde la tercera legislatura. En 1986 comenzó su trayectoria en la Administración Pública Andaluza en la Delegación Provincial de la Consejería de Obras Públicas y Transportes de Jaén, primero como Secretario General y posteriormente como Delegado. Posteriormente, de 1988 a 1994, fue alcalde de La Carolina, desbancando por primera vez a Ramón Palacios que regía el municipio desde el régimen de Francisco Franco.
Tras su paso por la política municipal recibió el encargo del presidente de la Junta de Andalucía, Manuel Chaves, de dirigir la Consejería de Obras Públicas y Transportes, una labor que desarrolló hasta el año 2000. En este período impulsó, entre otras medidas, el diseño y la puesta en marcha del Plan Director de Infraestructuras de Andalucía y del Plan de Ordenación del Territorio de Andalucía.
Durante la siguiente legislatura, la comprendida entre los años 2000 y 2004, se hizo cargo de la Consejería de Salud. Durante este periodo al frente de la Consejería se potenció la política de investigación en salud, se modernizó el sistema sanitario, propiciando una introducción masiva de las nuevas tecnologías y se mejoró la accesibilidad del ciudadano a los servicios sanitarios, consolidando, por decreto, el tiempo máximo en lista de espera quirúrgica. En julio de 2016, a este respecto, surge la polémica al denunciar algún sindicato la manipulación de estas listas de espera para así poder evitar la vulneración de estas garantías. En un documento interno del Complejo Hospitalario de Huelva (CHUH) se explica que dado que "El decreto de garantía no se está cumpliendo en ninguna especialidad", se dan recomendaciones sobre como atender a los pacientes según "el usuario conoce el decreto y exige que se le de cita" o no lo conoce. También se hacen recomendaciones al administrativo que valore la derivación según vea la gravedad o no del paciente, sin valoración médica pertinente.
Entre 2004 y hasta abril de 2009, ha estado al frente de la Consejería de Innovación, Ciencia y Empresa, Consejería que auna las competencias referidas a industria del conocimiento (Universidades e Investigación), parques y espacios tecnológicos, telecomunicaciones y sociedad de la información, industria y desarrollo empresarial, energía y cultura emprendedora.
Desde el mes de mayo de 2009 compatibiliza además su cargo de diputado autonómico en el Parlamento de Andalucía por la provincia de Jaén con el de senador en representación de la comunidad andaluza.
Vallejo ostenta también, desde 2007, el cargo de vicepresidente de la Fundación COTEC, cuya presidencia de honor ostenta el Rey Don Juan Carlos I de España, y que tiene por objetivo el fomento de la innovación entre los ciudadanos y las empresas. La Fundación COTEC está presidida por José Ángel Sánchez Asiaín y en su patronato se encuentran representadas las principales empresas del país.

## Caso de corrupción: Caso ERE de Andalucía
El escándalo de los ERE en Andalucía, también conocido como ERE gate o caso del fondo de reptiles una presunta red de corrupción política vinculada a la Junta de Andalucía dirigida por el Partido Socialista Obrero Español. El origen del escándalo está en la investigación actualmente en curso del caso de corrupción en la empresa sevillana Mercasevilla, en las que se detectaron prejubilaciones fraudulentas.
El 10 de septiembre de 2013 la jueza Alaya, titular del juzgado de Instrucción 6 de Sevilla quien tiene a su cargo el caso de los ERE falsos, le ha instruido derechos (es decir, le conmina a designar procurador y abogado para personarse en la causa) tanto a él como a su predecesor como presidente de la Junta de Andalucía Manuel Chaves y a cinco exconsejeros del Gobierno andaluz: Antonio Ávila, Carmen Martínez Aguayo, Manuel Recio, Francisco Vallejo y José Antonio Viera. Fue investigado por corrupción en el Caso ERE.
El 15 de septiembre de 2016 la fiscalía anticorrupción presentó escrito de acusación del caso ERE, reclamando para Francisco Vallejo una pena de 8 años de cárcel y 30 de inhabilitación para cargos públicos por delitos continuados de prevaricación y malversación de caudales por presidir la agencia IFA/IDEA, que formaba parte del sistema de financiación de los expedientes de empleo donde se generó principalmente el fraude.
El martes 6 de marzo de 2018, Francisco Vallejo, ha asegurado en el juicio de la pieza política del caso ERE que el sistema de financiación del que participaba su consejería mediante IFA/IDEA existía antes de él llegar el cargo. También que «jamás» conoció los reparos que el interventor general de la Junta de Andalucía puso al procedimiento ni de cualquier otro responsable del sistema. A este respecto, el consejero F. Vallejo se refería a los informes clave del caso de interventor general Manuel Gómez. El propio autor de dichos informes ha declarado en varias ocasiones públicamente y durante el juicio que “no tiene mucho sentido dirigírselo a los consejeros” Francisco Vallejo ni Carmen Aguayo porque nada podían hacer. El interventor, responsable de fiscalizar el sistema de financiación de los ERE aquellos años, y que ha salido exculpado, ha argumentado que las deficiencias del sistema estaban focalizadas en la Consejería de Empleo. Más concretamente en la elaboración en los expedientes de empleo, y que al "no detectarse menoscabo de fondos públicos" por él ni por los "otros doce funcionarios" que supervisaron el sistema no elaboraron los  "informes de actuación" que podrían haber notificado a los consejeros de las demás consejerías que participaban en el sistema de financiación de los ERE (Hacienda e Innovación).
El martes 19 de noviembre de 2019, la Audiencia de Sevilla dictó sentencia, condenando a Vallejo a la pena de 7 años y un día de prisión e inhabilitación absoluta por un tiempo de 18 años y un día, por malversación de caudales públicos y prevaricación continuada, en su implicación en el caso de los ERES de Andalucía.  En la misma sentencia, se habla de la responsabilidad Francisco Vallejo en el sistema de los ERE por inacción en su labor de supervisar los procedimientos administrativos que tenían lugar en la agencia IDEA adscrita a su consejería (delito conocido como dolo eventual). En palabras del propio tribunal argumentando la pena del Consejero Francisco Vallejo "tendría que haber sabido" las irregularidades que estaban teniendo lugar en la Consejería de Empleo. Todo ello pese a que durante el juicio, además de las declaraciones del interventor, diversos funcionarios alegaron que no se le comunicó al consejero porque nada se podía hacer desde la Consejería de Innovación.
El 5 de junio de 2023, el Tribunal Constitucional admitió el recurso de amparo de Francisco Vallejo junto el de los otros once altos cargos juzgados por el "caso ERE". Tras un examen preliminar, la Sala segunda del TC ha admitido que "no se puede descartar la verosimilitud de las vulneraciones de los derechos fundamentales alegadas". Para ello los magistrados del TC han indicado que "los recursos plantean problemas jurídicos que afectan a una faceta del derecho fundamental sobre la que no hay doctrina constitucional". Con ello el TC hace referencia a los recursos de las defensas que hacen un planteamiento común. Este planteamiento versa sobre si es enjuiciable por vía penal un proyecto de ley de presupuestos aprobado por el Parlamento andaluz o, por si el contrario, y como alegan las defensas, solo puede ser considerado anticonstitucional o enmendado por vía del Tribunal de lo Contencioso Administrativo. En el propio recurso al TC se han alegado otros motivos de inconstitucionalidad y vulneración de derechos fundamentales como el derecho a la Tutela judicial efectiva. Por ejemplo al cambiar la jueza instructora, Nuñez Bolaños, por otro juez que no tocaba de manera ordinaria y que había servido de refuerzo, tal y como exige la Ley de organización del Poder Judicial (LOPJ). También se alegaron una serie de motivaciones particulares del propio consejero Vallejo, como la vulneración de presunción de inocencia. Para ello se aduce a la no valoración de pruebas de descargo (pruebas que anulan pruebas inculpatorias) por parte del tribunal. Así mismo, se recurre la sentencia de casación del Tribunal Supremo, al argumentar que este tribunal no solo caso la sentencia de la Audiencia de Sevilla, sino que modificó la propia sentencia al intentar darle robustez en algunas de las afirmaciones de primera instancia.
El 3 de julio de 2024, el Tribunal Constitucional emitió un fallo a favor de Francisco Vallejo Serrano, exconsejero de Innovación, Ciencia y Empresa de Andalucía, en relación con su condena en el caso de los ERE de Andalucía. Vallejo había sido condenado por la Audiencia Provincial de Sevilla y la Sala de lo Penal del Tribunal Supremo por los delitos de prevaricación y malversación, con penas de siete años y un día de prisión y dieciocho años y un día de inhabilitación absoluta.
El Tribunal Constitucional declaró que se vulneraron los derechos de Vallejo a la legalidad penal y a la presunción de inocencia. Como resultado, se ordenó que la Audiencia Provincial de Sevilla emita un nuevo fallo.
La sentencia explica que los órganos judiciales hicieron una interpretación imprevisible del delito de prevaricación, prohibida por el derecho a la legalidad penal. Vallejo fue condenado por participar en la aprobación de presupuestos y modificaciones presupuestarias que permitieron el pago de ayudas sociolaborales, pero el Tribunal Constitucional consideró que estos actos, como parte del ejercicio de funciones del Poder Legislativo, no pueden ser constitutivos de prevaricación ya que no son resoluciones administrativas.
Asimismo, el Tribunal Constitucional determinó que la participación de Vallejo en las modificaciones presupuestarias, aprobadas por el Parlamento de Andalucía, no podía considerarse ilegal y, por lo tanto, no justifica una condena por malversación.
En relación con el delito de malversación, la sentencia señala que la condena fue basada en una interpretación imprevisible del artículo 432 del Código Penal, lo que viola el derecho a la legalidad penal. Además, el Tribunal concluyó que no se puede exigir a Vallejo que actuara en contra de las leyes de presupuestos aprobadas por el Parlamento, lo que implica que su condena por malversación no está justificada pues no le podía ser exigible una conducta diferente frente a la tesis de la sala segunda del Tribunal Supremo, que justificó su culpabilidad con base a su conducta pasiva al permitir como miembro del Consejo de Gobierno de la Junta de Andalucía la aprobación del anteproyecto de ley de presupuestos.
El Tribunal también indicó que las resoluciones judiciales anteriores no proporcionaron una argumentación suficiente para demostrar que Vallejo había cometido los hechos imputados, vulnerando así su derecho a la presunción de inocencia. La responsabilidad penal no puede transferirse automáticamente de quienes gestionaron las ayudas a quienes aprobaron las partidas presupuestarias sin más, resulta probado concretamente tras la contestación de su recurso de aclaración al Tribunal Supremo que el ex consejero Vallejo desconocía el informe del interventor y además, de haberlo conocido, no tenía el deber jurídico de actuar porque la ley presupuestaria se Andalucía permitía y daba cobertura al procedimiento, no haciendo exigible una conducta contra la ley por fondos cuya gestión dependía de otra consejería, la Conserjeria de Empleo.
Finalmente, el Tribunal desestimó otras quejas presentadas por Vallejo en su recurso de amparo, pero ordenó retrotraer las actuaciones a la Audiencia Provincial de Sevilla para un nuevo fallo que respete sus derechos fundamentales. La sentencia incluye votos particulares de varios magistrados, indicando desacuerdos parciales con la decisión tomada. 
Con todo, sobre las 19:30 horas del 3 de julio, Vallejo abandonó el centro penitenciario de Sevilla. En sus declaraciones con los medios de comunicación que lo esperaban a su salida, Vallejo desafió a cualquiera que sostenga que cometió delito alguno o que permitió que otros dependientes de él lo cometieran, a tener un debate público en cualquier medio. Reprochó ante los medios que se había «comido» año y medio de presidio sin prueba alguna en su contra.

## Cargos desempeñados
- Consejero de Obras Públicas y Transportes de la Junta de Andalucía (1994-2000).
- Consejero de Salud de la Junta de Andalucía (2000-2004).
- Diputado por Jaén en el Parlamento de Andalucía (2004-2012).
- Consejero de Innovación, Ciencia y Empresa de la Junta de Andalucía (2004-2009).
- Senador designado por el Parlamento de Andalucía (2009-2012).
- Gerente de Cástulo Technology S.L una empresa dedicada al diseño, fabricación y mantenimiento de material ferroviariopara el transporte de mercancías. Está situada en Linares (Jaén)